# Anton Zacharov
Anton Serhijovyč Zacharov (in ucraino Антон Сергійович Захаров?; Zaporižžja, 13 febbraio 1986) è un tuffatore ucraino. Ha rappresentato l'Ucraina ai Giochi olimpici di Atene 2004 e Pechino 2008.

## Palmarès
- Mondiali

Fukuoka 2001: bronzo nel sincro 10 m.
Barcellona 2003: argento nel sincro 10 m.
- Europei

Berlino 2002: oro nel sincro 10 m.
Madrid 2004: oro nella piattaforma 10 m e nel sincro 10 m.
Eindhoven 2008: bronzo nel sincro 3 m.